# Fort Napoléon (La Seyne-sur-Mer)
Pour les articles homonymes, voir Fort Napoléon.
Le fort Napoléon est un ouvrage militaire, situé au bord de la Méditerranée dans le département du Var en région Provence-Alpes-Côte d'Azur. 

## Histoire
Le fort Napoléon a été édifié sur la hauteur de Caire, qui domine les arrières des pointes de Balaguier et de l'Eguillette. En 1793, la redoute Mulgrave, en terre et en bois a été réalisée par les Anglais en vue de protéger les arrières des deux forts de Balaguier et de l'Eguillete, qui contrôlent les mouvements navals entre la petite et la grande rades.Cette redoute anglaise a été remplacée par la construction d'un fort militaire type “redoute modèle no 2.” par Napoléon Bonaparte, par un ouvrage dominant la rade de Toulon, chemin Marc Sangnier. Il s'agit d'un fort carré, construit en 1812 et achevé en 1823, sous Louis XVIII, bastionné et entièrement casematé avec une cour centrale.
La place forte de Toulon a été gratifiée d'une des deux redoutes modèle réalisées en France, la seconde redoute-modèle étant le fort Liédot, construit dans l'île d'Aix en Charente-Maritime. Celle-ci est du type n° 1 plus important en dimensions.
Le fort n'aura finalement participé à des combats qu'en 1944 lors de la libération de la France.
Désarmé en 1973, il est revenu à la ville et abrite, depuis 1990, la galerie d'art contemporain « La Tête d'Obsidienne », créée en 1985, et accueille chaque année un festival de jazz et un festival de musique cubaine.
En décembre, des fêtes calendales sont organisées dans les casemates et dans la cour.
Pour les besoins du film de cape et d'épée Blanche (film, 2002) troisième long métrage de Bernie Bonvoisin, la dernière scène a été tournée au fort Napoléon.
Le fort est inscrit au titre des monuments historiques par arrêté du 7 octobre 2019.